# John Baxter (regista)
John Philip Baxter (Foot's Cray, 31 dicembre 1896 – Londra, 21 gennaio 1975) è stato un regista cinematografico britannico attivo dagli anni '30 alla fine degli anni '50.
Tra i suoi film si ricordano Love on the Dole (1941) con Deborah Kerr e le commedie musicali di Flanagan e Allen durante la seconda guerra mondiale. 

## Primi anni di vita e carriera
Baxter mosse i primi passi nel mondo dello spettacolo come agente teatrale e direttore di teatro dopo essersi arruolato nell'esercito allo scoppio della Prima Guerra Mondiale. Divenne assistente alla regia nel 1932.  e girando il suo primo film, Sound City, Doss House nel 1933. 
Baxter ha svolto un ruolo importante nella fondazione della National Film Finance Corporation nel 1948. Tra i suoi film ricordiamo anche Judgment Deferred (1952), il primo film del Group 3, un'impresa di produzione sostenuta direttamente dal governo britannico.
Il suo ultimo film da regista è stato Ramsbottom Rides Again (1956) con Arthur Askey . 
Muore a Londra nel gennaio 1975.

## Filmografia parziale
- Flood Tide (1934)
- Umanità (Hearts of Humanity) (1936)
- Talking Feet (1937)
- Laugh It Off – film del 1940
- Crook's Tour – film del 1941
- Old Mother Riley's Ghosts (1941)
- Dreaming (1945)
- The Grand Escapade (1947)
- The Second Mate (1950)
- Judgment Deferred (1952)